# Aishalton
Aishalton é uma aldeia ameríndia situada na savana Rupununi, no sul da Guiana, na região do Alto Takutu–Alto Essequibo (Região 9) do país.
É o centro administrativo do sub-distrito sul da Região 9. Em 2012, um censo oficial registrou uma população de 1 069 pessoas em Aishalton, tornando-o o terceiro vilarejo mais populoso da Região 9 (depois de Santo Inácio e Lethem ) e o vilarejo mais populoso do subdistrito sul.

## História

### Arqueologia e os petróglifos de Aishalton
Montanha Makatau, que está situada a aproximadamente 3 km fora da vila de Aishalton, é um dos sítios arqueológicos mais conhecidos da Guiana. É particularmente conhecido pelos numerosos petróglifos (conhecidos localmente como timehri) que são encontrados em Makatau e em formações rochosas na área circundante. Na década de 1970, o antropólogo guianense Denis Williams empreendeu um estudo arqueológico detalhado da área. Sua pesquisa descobriu 686 petróglifos (conhecidos como "petróglifos de Aishalton") que são principalmente representações de humanos, animais e plantas, bem como arranjos geométricos. Williams estimou a data dos petróglifos em 3 000–5 000 a.C. e os descreveu como pertencentes a um "tipo" específico de petróglifo - posteriormente referido como "tipo Aishalton" - definido por um estilo distintamente figurativo. Williams também descobriu 84 ferramentas de pedra que haviam sido usadas na escultura dos petróglifos. Foram as primeiras ferramentas desse tipo a serem encontradas na Guiana.

## Localização
A aldeia de Aishalton está localizada nas terras da savana Rupununi, no sul da Guiana, a uma altitude de 187 metros. As aldeias vizinhas são Karaudanawa a oeste e Awarewaunau a leste. Lethem, a capital regional da região de Alto Takutu–Alto Essequibo, separada de Bonfim, Roraima, pelo rio Tacutu, está situada a 180 km a noroeste de Aishalton; o rancho Dadanawa está localizado aproximadamente a meio caminho entre esses dois centros.

## População e Cultura
A população de Aishalton é predominantemente ameríndia uapixana. Os últimos falantes do tarumá também estão localizados na área.
A principal religião na vila é o Cristianismo e a maioria dos habitantes se identificam como Católicos Romanos e um número menor como Cristãos Pentecostais, Adventistas do Sétimo Dia e Anglicanos . Um número muito pequeno de pessoas pertence às religiões hindu e muçulmana. As principais atividades econômicas da vila são a agricultura, a pesca e a silvicultura.

A culinária local reflete a cultura tradicional uapixana. A mandioca é o principal alimento básico usado na culinária, usada para fazer pão de mandioca, um molho marinado chamado de cassareep, farine (semelhante ao cuscuz ) e uma bebida alcoólica chamada parakari. A produção do parakari envolve um processo com trinta etapas diferentes. Para fermentação usa-se um molde amilolítico (Rhizopus), e é a única bebida fermentada conhecida produzida pelos povos indígenas das Américas que envolve o uso de um processo amilolítico.